# Leith Ross
Leith Ross (Ottawa, 9 de julho de 1998) atua na área da canção, composição e guitarrista de indie rock, do Canadá, radicado em Winnipeg, Manitoba. Gravou seu EP de estreia, Motherwell (2020), enquanto estudava no Humber College, e posteriormente conquistou relevância no TikTok, mais proeminentemente com a música "We'll Never Have Sex" em agosto de 2021.
Em 2022, assinou com a gravadora Interscope e a Republic Records. Realizou turnês nacionais e internacionais com Lord Huron, Andy Shauf e Helena Deland, e recebeu a bolsa inaugural John Prine Songwriter Fellowship no Newport Folk Festival de 2022. Seu álbum de estreia, To Learn, foi lançado em 19 de maio de 2023.

## Primeiros anos
Ross teve sua infância em Manotick, Ontário, que descreveu-se como "conservador e isolado". Descendentes de escoceses, teve sua nomeação para o distrito de mesmo nome em Edimburgo, e sua criação na religião católica. Cresceu como a criança do meio de um irmão mais velho e uma irmã mais nova e disseram que era "criança desagradável e cantava alto" ainda na infância. Ross passou grande parte de sua adolescência online, incluindo o gerenciamento de contas de fãs de Ariana Grande e Doctor Who no Twitter e Instagram. Quando criança, esteve exposto à música country e à música celta tradicional da infância de sua mãe em Glasgow.
Ross escreveu e interpretou canções desde os doze anos. Depois de terminar o ensino secundário, mudou-se para Toronto e frequentou o Humber College, onde formou-se no programa de jazz vocal da escola. Após a formatura, Ross voltou brevemente para casa antes de se mudar para Winnipeg para seguir carreira musical.

## Carreira
Enquanto estava no Humber College, Ross escreveu seu EP de estreia, Motherwell, como um projeto final para seu diploma. Gravou o EP ao vivo em uma tarde com a ajuda de colegas de classe, e foi lançado pelo selo independente Birthday Cake Records em 2020. A primeira apresentação de Ross foi no Burdock Music Hall de Toronto, pouco antes da pandemia de COVID-19 no início de 2020. Em junho de 2021, para combater o impacto da pandemia em turnês e artistas menores, o coletivo Folk Music Canada, Ross e a cantora dinamarquesa Ida Wenøe organizaram um álbum que contou com a participação de artistas folk canadenses em ascensão como Ross, Jenn Grant e The Once, ao lado de artistas internacionais da Austrália e dos países nórdicos da Europa. Ross e Wenøe mais tarde abriram juntos para The Bros. Landreth na turnê europeia do grupo em 2022. Incapaz de fazer turnês durante a pandemia, Ross recorreu ao TikTok e outras mídias sociais para promover sua música, ingressando no aplicativo no início de 2021. Seu primeiro vídeo foi um cover de "Honey" de Kehlani e levou We Are: The Guard a descrever sua voz como "delicada como teias de aranha orvalhadas".
A música de Ross "We'll Never Have Sex" se tornou viral no TikTok no verão de 2021, recebendo mais de 41 milhões de streams no Spotify. Em 2022, o áudio foi usado quase 40 mil vezes em vídeos por outros usuários do TikTok. Vários colegas músicos elogiaram a música, incluindo a cantora e compositora Allison Ponthier, que a chamou de "uma música linda e linda com a qual muitas pessoas podem se identificar", e a banda de rock inglesa Crawlers, que citou a letra como inspiração para sua própria música "Fuck Me (I Didn't Know How To Say)". Exclaim! incluiu Ross como um dos "8 artistas canadenses emergentes que você precisa ouvir", chamando a música de "maravilhosamente vulnerável", enquanto a revista Them a listou em "Nossas 24 músicas favoritas de artistas LGBTQ+ em 2022" e notou sua ressonância particular com ouvintes assexuados. Em 2022, Ross assinou com a Interscope e a Republic Records, e "We'll Never Have Sex" foi lançado como single em março. No outono de 2022, Ross fez shows principais na América do Norte. Ao longo de 2022, eles apoiaram Lord Huron no Canadá e Andy Shauf e Helena Deland na Europa em turnê. Ross recebeu a bolsa inaugural John Prine Songwriter Fellowship no Newport Folk Festival de 2022.
Em abril de 2023, Ross lançou a faixa "Music Box", sobre a qual Clash escreveu: "há uma sensação de precisão no trabalho de Leith Ross que ilumina seu delicado toque lírico." Ross anunciou as datas da turnê principal da primavera de 2023 pela América do Norte, Reino Unido e Europa. O álbum de estreia de Ross, To Learn, foi lançado em 19 de maio de 2023. Em setembro de 2023, Ross tocou no All Things Go Festival. Como parte de uma entrevista coincidindo com a turnê de Ross em 2023, a revista britânica NME intitulou como "a nova composição indie favorito da Geração Z " e afirmou que Ross é "uma voz para sua geração".
To Learn recebeu uma indicação ao Juno Award de Álbum Alternativo do Ano no Juno Awards de 2024.
Em junho de 2025, Ross anunciou um novo álbum intitulado I Can See the Future, com lançamento previsto para 19 de setembro de 2025.

## Influência musical
A música de Ross foi caracterizada como indie folk e foi comparada a profissionais como Phoebe Bridgers, Lucy Dacus, Feist, Clairo, Adrianne Lenker, Julia Jacklin e Haley Heynderickx. Tem como influência musical na infância, artistas como Johnny Cash, Dolly Parton, Lucinda Williams, Corinne Bailey Rae, India Arie, Hilary Duff, Avril Lavigne e Selena Gomez. Sua música foi notada por sua qualidade de anseio e letras introspectivas que exploram as minorias, a ansiedade, a violência sexual e os relacionamentos.

## Vida pessoal
Ross se identifica como pessoa de gênero não binário, transgênero e queer, e usa pronomes do inglês they/them. Declarou-se gay durante o primeiro ano de faculdade, e transgênero, dois anos depois.

## Discografia

### Álbuns de estúdio
| Título   | Detalhes                                                                           | Posição no ranking musical | Posição no ranking musical | Posição no ranking musical |
| Título   | Detalhes                                                                           | SCO                        | UK Albums Chart Vendas     | US - Billboard             |
| -------- | ---------------------------------------------------------------------------------- | -------------------------- | -------------------------- | -------------------------- |
| To Learn | - Lançado: 19 de maio de 2023 - Etiqueta: República - Formatos: CD, Vinil, Digital | 37                         | 87                         | 81                         |

### EPs
| Título     | Detalhes do álbum                                                                                 |
| ---------- | ------------------------------------------------------------------------------------------------- |
| Motherwell | - Lançado: 16 de outubro de 2020 - Etiqueta: Bolo de Aniversário - Formatos: CD, download digital |

### Singles
| Título                       | Ano  | Álbum         | Refs   |
| ---------------------------- | ---- | ------------- | ------ |
| "Everyone I've Never Met"    | 2020 | Motherwell    | [ 29 ] |
| "Tommy"                      | 2020 | Motherwell    | [ 36 ] |
| "I'd Have to Think About It" | 2021 | Single avulso | [ 5 ]  |
| "We'll Never Have Sex"       | 2022 | To Learn      | [ 17 ] |
| "Orlando"                    | 2022 | To Learn      | [ 10 ] |
| "(You) On My Arm"            | 2023 | To Learn      | [ 1 ]  |
| "Guts"                       | 2023 | To Learn      | [ 12 ] |
| "Music Box"                  | 2023 | To Learn      | [ 23 ] |

### Videoclipes
| Título                    | Ano  | Diretor    |
| ------------------------- | ---- | ---------- |
| "Everyone I've Never Met" | 2020 | Leith Ross |
| "Tommy"                   | 2020 | Leith Ross |
| "Grown Up"                | 2020 | Leith Ross |
| "We'll Never Have Sex"    | 2022 | Leith Ross |
| "Orlando"                 | 2022 | Leith Ross |